# Nemapogoninae
Nemapogoninae es una subfamilia de   lepidópteros glosados del clado Ditrysia perteneciente a la familia Tineidae.

## Géneros
| - Archinemapogon - Dinica - Emmochlista - Gaedikeia - Haplotinea - Hyladaula | - Nemapogon - Nemaxera - Neurothaumasia - Peritrana - Triaxomasia - Triaxomera - Vanna |